# KFC
A KFC (1991-ig hivatalos nevén Kentucky Fried Chicken) a világ egyik legnagyobb gyorsétteremlánca. A világon jelenleg több mint 16 000 KFC étterem található. Az éttermek fő profilját a csirkehús felhasználásával készült ételek képezik, amelyeket évtizedek óta azonos recept alapján készítenek. Szerte a világon évi több mint egymilliárd csirkéből készült terméket fogyasztanak a vásárlók a KFC éttermeiben.
Az Egyesült Államokból kiindulva ma már a Föld 137 országában találkozhatunk Harland Sandersnek, a KFC alapítójának arcképével (ami a cég védjegye). Az étterem másik ikonjává vált a papírkosárban felszolgált csirke.

## Története
A céget Harland Sanders alapította.

A világ országai, ahol vannak KFC éttermek

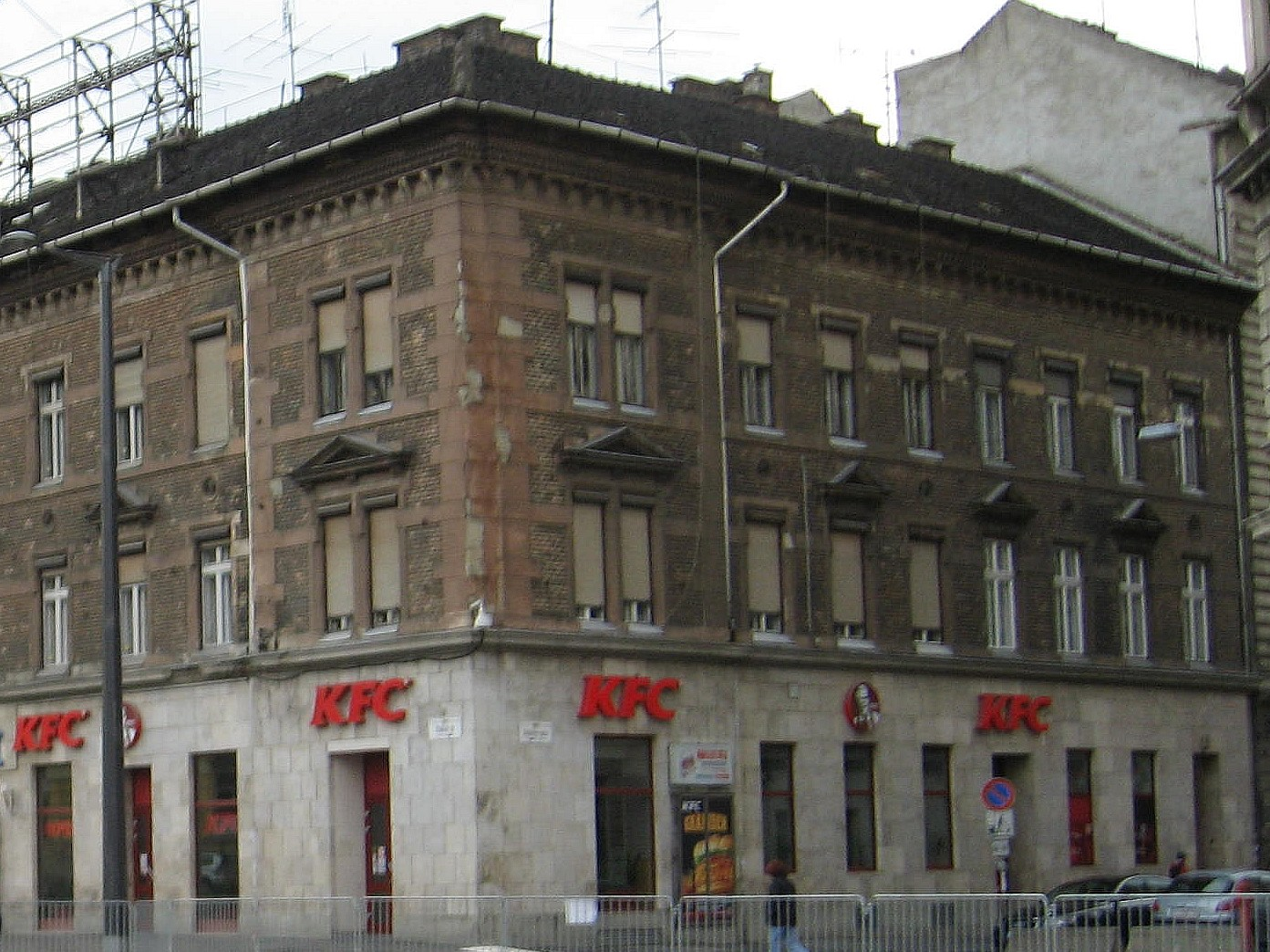
Magyarország második KFC egysége a Keleti pályaudvarnál

Sanders meg volt győződve, hogy az általa kifejlesztett csirkeételekre igény van, ezért 1952-ben új vállalkozást indított: autójával járta az országot étteremről étteremre, hogy főztjével meggyőzze a tulajdonosokat. Ha a válasz kedvező volt, szóbeli egyezséget kötött az étterem vezetőjével, hogy minden, az ő receptje és módszere alapján készült csirke eladása után részesedést kap. 1964-re Sanders listáján már 600 franchise étterem szerepelt az Egyesült Államokban és Kanadában. Ebben az évben kétmillió dollárért adta el részesedését befektetőknek. [forrás?] Sanders továbbra is a cég szóvivője maradt, melynek hatására egy 1976-os felmérés Sanderst az ország második legismertebb arcává nyilvánította.[forrás?]
Az új tulajdonosok irányítása alatt a Kentucky Fried Chicken Corporation gyors növekedésnek indult, 1966-ban részvényeit is nyilvánossá tették. Ekkorra már több mint 3500 franchise-, illetve saját tulajdonú étterem volt világszerte. A Heublein, Inc. 1971-ben 285 millió dollárért felvásárolta a vállalatot. Hét évvel később, 1986-ban a PepsiCo már 840 millió dollárt fizetett a KFC részvényeiért.
1991 óta csak a rövidítésüket használják, mivel attól tartottak, hogy a fried (sült) kifejezés az egészséges étkezés hívei közében negatív hatást kelt. A gyakorlatban azonban a teljes név is széles körben használatos maradt a közönség körében.
2002-ben újabb tulajdonoscsere után a Yum! Brands, Inc. kezében összpontosul a KFC, a Pizza Hut és a Taco Bell éttermekkel közösen; a kereskedelmi egységek számát tekintve a világ legnagyobb étteremlánca: 32 500 étterem üzemel 88 országban.[forrás?]
Magyarországon az első KFC étterem 1992-ben nyílt a budapesti Király utcában, napjainkban[mikor?] 102 éttermet üzemeltet az országban.

## A filmkultúrában
Az étteremlánc szerepelt a Family Guy, A Simpson család és a South Park című sorozatokban, valamint az Ed TV és Nagyfiúk című filmekben.